# Isosaari (ö i Finland, Lappland, Östra Lappland, lat 66,85, long 27,60)
Isosaari är en ö i Finland. Den ligger i sjön Kalkiaisjärvi och i kommunen Kemijärvi i den ekonomiska regionen  Östra Lapplands ekonomiska region  och landskapet Lappland, i den norra delen av landet, 800 km norr om huvudstaden Helsingfors. Öns area är 0,6 hektar och dess största längd är 160 meter i sydöst-nordvästlig riktning.